# Саггад
Са́ггад (нем. Saggad), также мы́за Са́гади (эст. Sagadi mõis, ранее эст. Saggati mõis) — бывшая рыцарская мыза (имение) в уезде Ляэне-Вирумаа, Эстония. Согласно историческому административному делению, относилась к приходу Хальяла в Вирумаа, в годы Российской империи — к приходу приходу Галиаль Эстляндской губернии. Расположена среди лесов национального парка Лахемаа.

## История мызы
Мыза впервые упомянута в 1469 году, когда Хельмольд Рисбит (Helmold Risbith) завещал её, а также деревню Сагади своему брату Отто. 
В 1517 году Ханс Рисбит (Hans Risbith) официально передал мызу Маркусу фон дем Берге (Marcus von dem Berge). Семейство Берге владело мызой до начала XVII века. Позже к имению были присоединены другие соседние деревни. 
В 1544 году Одерт фон дем Берге (Odert von dem Berge) продал мызу Отто фон дем Берге (Otto von dem Berge) за 8000 марок.
Примерно в 1610 году, после смерти Юргена фон дем Берге (Jürgen von dem Berge), мыза отошла его дочери Анне Макдугалл (Anna MacDougall).
В 1663 году собственником мызы стал Якоб Дувалл (Jacob Duwall). К мызе также стали относиться ранее бывшие самостоятельными мыза Усскюль, основанная в конце XV века, и деревня Уускюла. 
В 1684 году мыза Саггад была заложена генерал-адьютанту Гидеону фон Фоку (Gideon von Fock, его отец — Johann (Hans) von Fock) за 5342 ½ риксдалеров.
28 января 1688 года мыза была освобождена от редукции, и её по-прежнему арендовал генерал-адъютант Гидеон фон Фок. После его смерти в 1710 году, по соглашению его наследников, мыза отошла его сыну Хансу Хейнрику Фоку (Hans Heinrich Fock), которому одновременно отошли и мызы Авандус (нем. Awandus, Авандузе, эст. Avanduse mõis), Войбифер (нем. Woibifer, Выйвере, эст. Võivere  mõis), Педранг (нем. Pöddrang, Пыдрангу, эст. Põdrangu mõis) и Ладикфер (нем. Ladigfer, Лаэквере, эст. Laekvere mõis).
10 марта 1711 года Ханс Хейнрих Фок отказался от мызы Саггад в пользу своей сестры Гертруды Маргариты фон Фок (Gertrude Margarethe von Fock) и отдал имение под залог её мужу Фабиану Эрнсту Шталю фон Гольштейну (Fabian Ernst Staël von Holstein), затем с 1735 года вновь стал владеть мызой. 
После смерти Ханса Хейнриха фон Фока владельцем мызы стал его сын Йоханн Эрнст фон Фок (Johann Ernst von Fock). После смерти последнего, в 1783 году мызу Саггад вместе с мызой Кавасту за 59 183 рублей выкупили братья — майор Готтхард Йоханн фон Фок (Gotthard Johann von Fock) и Гидеон Эрнст фон Фок (Gideon Ernst von Fock).

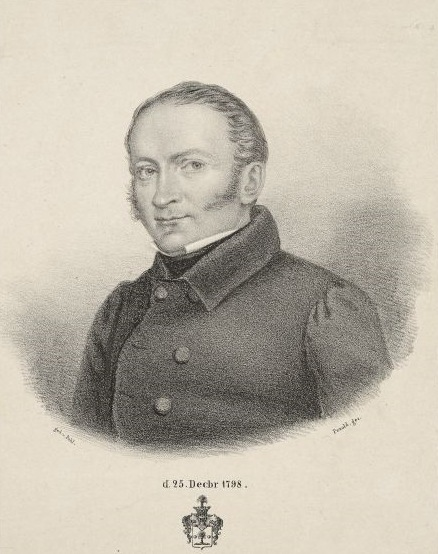
Пауль Александр Эдуард фон Фок (1798—1884). Литография, Август Пецольд, 1798 г.

Согласно желанию следующего владельца мызы, ландрата Гидеона Эрнста фон Фока (Gideon Ernst von Fock), после его смерти мыза должна была наследоваться родственниками по мужской линии, и в 1828 году мыза отошла его сыну, ландрату и секретарю дворянства Эдуарду фон Фоку (Eduard von Fock). Его младший сын Пауль Александр Эдуард фон Фок (Paul Alexander Eduard von Fock) в 1881 году основал в Сагади фидеикомисс, который после его смерти перешёл его брату, Александру Фердинанду фон Фоку (Alexander Ferdinand von Fock). 

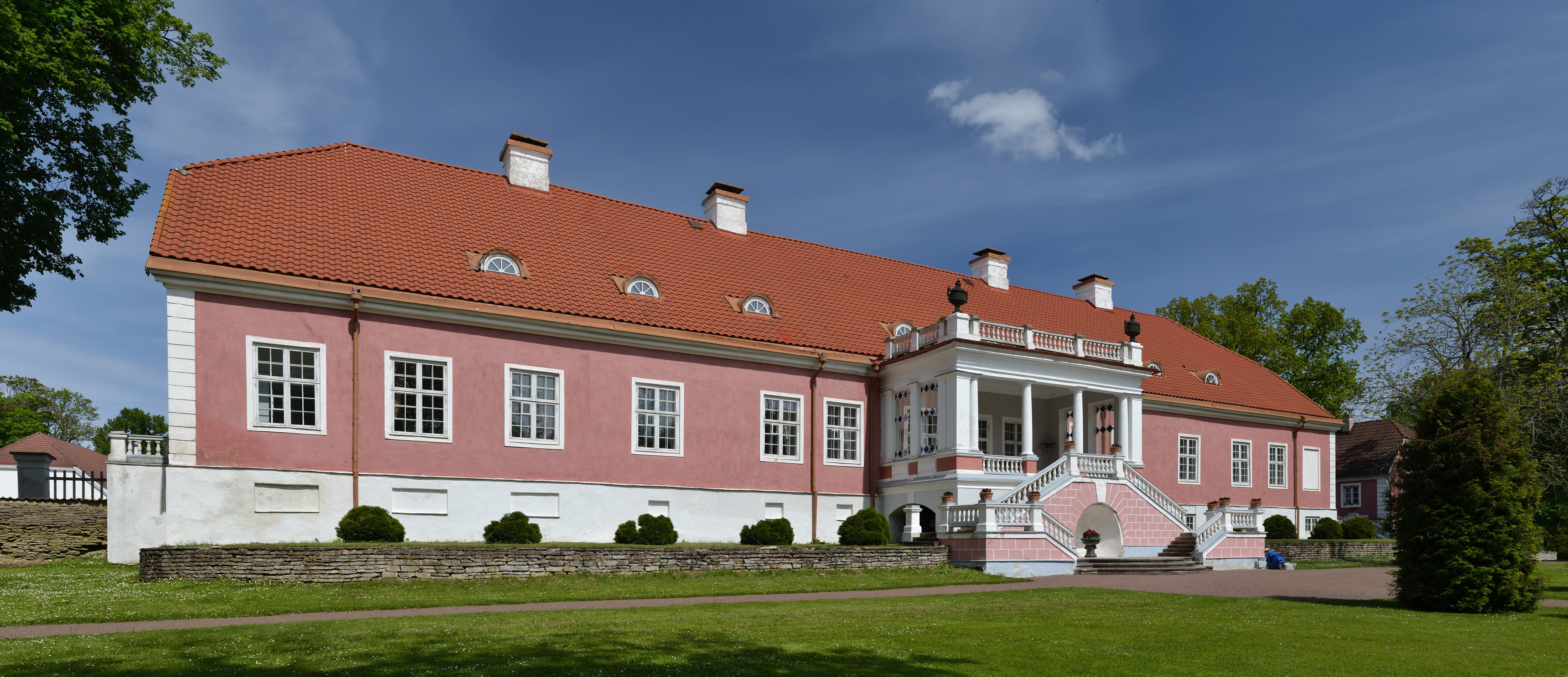
Задний фасад главного здания (господского особняка) мызы Саггад (Сагади)

В 1891 году владельцем мызы стал Гидеон фон Фок (Gideon von Fock), в 1898 году — Фердинанд Эдуард Аксель фон Фок (Ferdinand Eduard Axel von Fock), в 1902 году — его сын Аксель фон Фок (Axel von Fock)
Мыза Саггад имела две скотоводческие мызы: Оандо (нем. Oando, Оанду, эст. Oandu mõis) и Падури (нем. Padduri, эст. Paduri mõis).
Последним собственником мызы перед её национализацией был Аксель Гидеон Эрнст Отто фон Фок (Axel Gideon Ernst Otto von Fock). 25 октября 1919 года, согласно принятому земельному закону, мыза перешла в собственность Эстонской Республики, однако, центр бывшей мызы находился во владении семейства Фоков весь период существования Первой Эстонской Республики.
В 1929—1974 годах в главном здании мызы (бывшем господском особняке) работала школа. В настоящее время центральная часть бывшей мызы относится к Центру управления государственными лесами (эст. Riigimetsa Majandamise Keskus).
С 1999 года в строениях бывшей мызы работают гостиница с 28 номерами, хостел на 31 место, ресторан, Сагадиский музей леса и Сагадиская школа природы (эст. Sagadi looduskool).

### Мероприятия на мызе Сагади
На мызе Сагади в летние дни проводятся различные культурные и образовательные мероприятия.
Несколько лет на мызе представлял свои спектакли Русский театр Эстонии:
- в 2018 и 2019 годах — спектакль под открытым небом «Месяц в деревне» по одноимённой пьесе И. С. Тургенева[11][12];
- в 2022 году — спектакль «Нахлебник» в интерьерах мызы по одноимённой пьесе И. С. Тургенева[13].

В 2025 году на мызе прошло представление театра науки под названием «Урок химии», на котором показывались различные химические опыты. Были показаны спектакли основанного в 1991 году частного театра «Teoteater» «Свидание вслепую с представлением» (эст. «Pimekohting etendusega») и «Относительно случайное убийство» (эст. «Suht juhuslik mõrv»). В сентябре проводятся «Дни открытых дверей» в парнике и садах мызы и выставка грибов.
В июле на мызе проходят традиционные «Ночные музеи», в программу которые входят лекции (в частности, о действующих лицах и сюжете эстонского сериала «Фон Фок» (2025), о развитии эстонских мыз в XX—XXI веках), и различные музыкальные выступления. В школе природы проводятся семейные дни и учебные комнаты.. 

## Главное здание

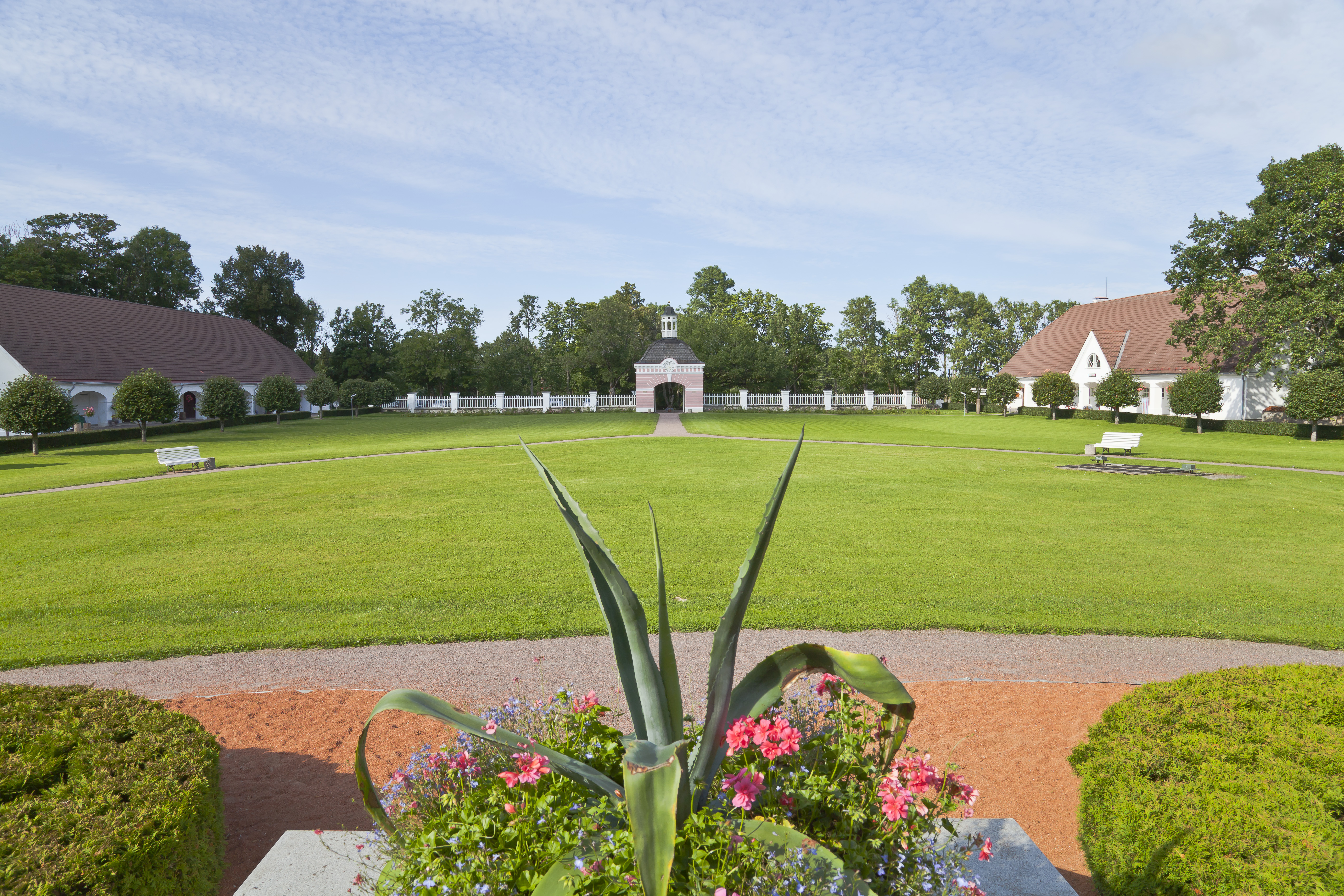
Площадь перед главным зданием мызы

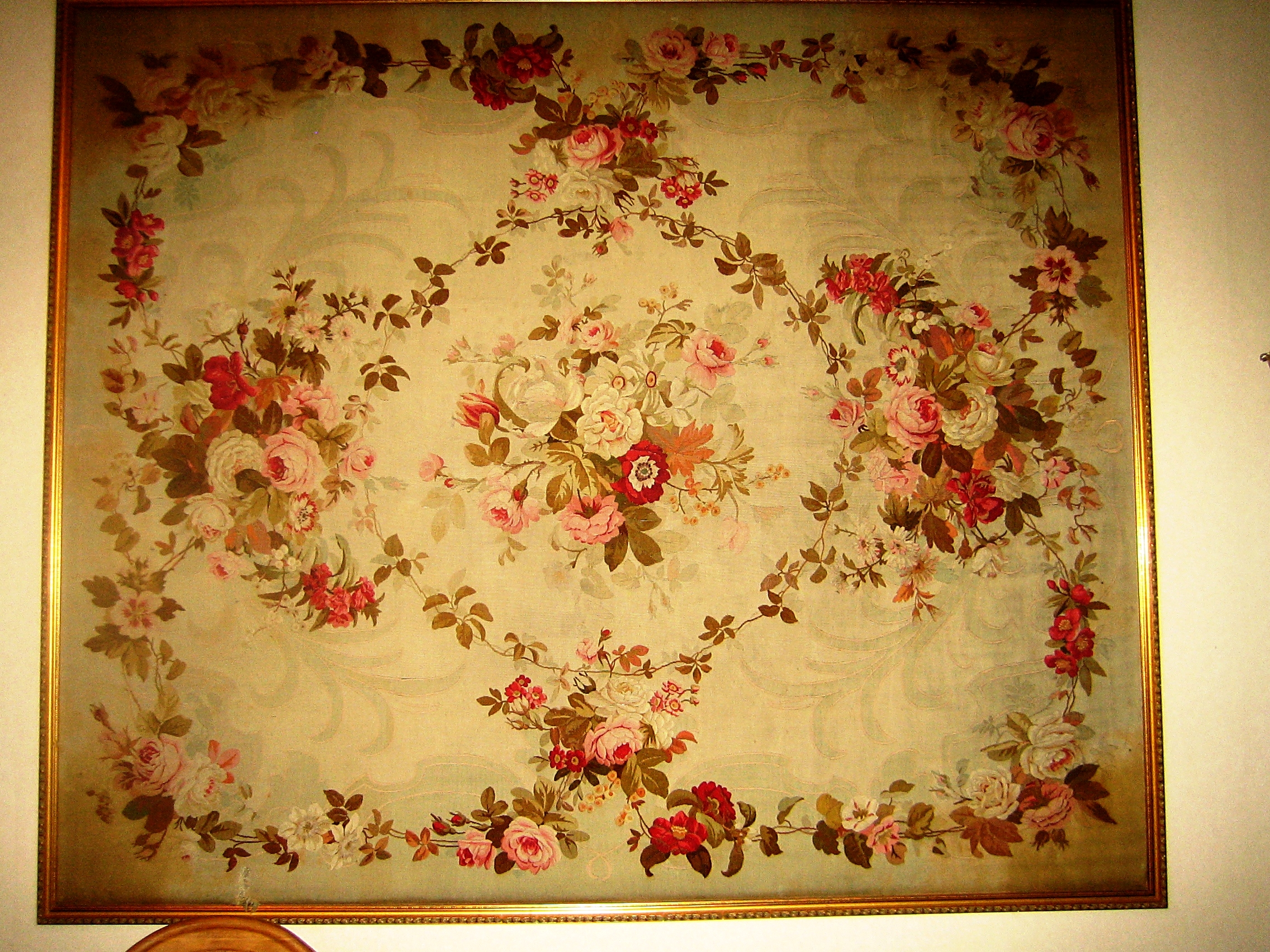
Гобелен в господском особняке, изготовленный во Франции в середине XVIII в.

Примерно в 1750 году тогдашний предводитель Эстляндского рыцарства Эрнст фон Фок возвёл на мызе одноэтажное главное здание в стиле барокко и рококо по проекту ревельского мастера-строителя Иоганна Николауса Фогеля. В 1793–1795 годах Гидеон Эрнст фон Фок распорядился увеличить длину здания почти вдвое и придал ему внешний вид в стиле позднего барокко. В это же время были возведены стильные хозяйственные постройки, обрамляющие площадь перед господским особняком, и надвратная башня в стиле барокко напротив него. В конце XIX века зданию также придали черты историзма: выполнили росписи в интерьерах и построили балкон на заднем фасаде. За главным зданием располагался живописный пруд с двумя островками.
В 1794 году было завершено строительство привратной башни в стиле барокко. Площадь перед главным зданием была преобразована в закрытый двор с массивной оградой. Дорогу выложили тёсаными гранитными камнями, а каменные столбы соединили массивной цепью. Перед воротами были установлены два пушечных ствола. Во внутренние боковые стены ворот был заложен прах предков, перед воротами установлены могильные камни с кладбища Хальяла с текстом на первой плите: «Gott Segne die Nachkommen Ernst J. v. Fock, M. E. g Manteuffel. Anno 1765» (M. E. — Marta Eleonora; g. - geboren), перевод: «Боже, благослови потомков...». На втором камне текст: «1765 J. E. F, M. E. Manteuff... Gott Segne meine Kinder fon meinem Stammbaum in die Spete Zeiten in Ein- und Ausgang» (J. E. F. — Johan Ernst von Fock; M. E. Manteuff — Marta Eleonora Manteuffel). В 1795 году в центре фронтона надвратной башни были установлены большие круглые часы, поэтому она известна в народе как «колокольня Сагади». 
В 1795 году началась реконструкция мызного парка из садового парка в стиле барокко в парк в английском стиле. Во время владения мызой Гидеоном Эрнстом фон Фоком с восточной стороны главного здания был заложен ухоженный сад.

## Мызный комплекс
В 1977 году весь мызный комплекс начали основательно реставрировать, работы были завершены в конце 1980-х годов. 
В 1998 году следующие 22 объекта мызного комплекса  были внесены  в Регистр памятников культуры Эстонии как памятники архитектуры:
- главное здание

При инспектировании 3 сентября 2023 года его состояние признано хорошим;
- парк и аллеи

Парк смешанного типа. Возведение парка началось весной 1749 года, когда хозяйкой мызы была Элеонора Мария фон Фок. По её проекту был разбит представительный сад во французском стиле. В 1790-х годах парк был расширен до свободной планировки в соответствии с тенденциями того времени. В начале XIX века был также создан красивый симметрично спланированный сад. Одновременно с реставрацией мызного комплекса в 1980-х годах в его восточной стороне, частично на месте бывшего сада, был создан дендрарий. При инспектировании 27 апреля 2022 года состояние парка и аллей признано удовлетворительным;
- надвратная башня

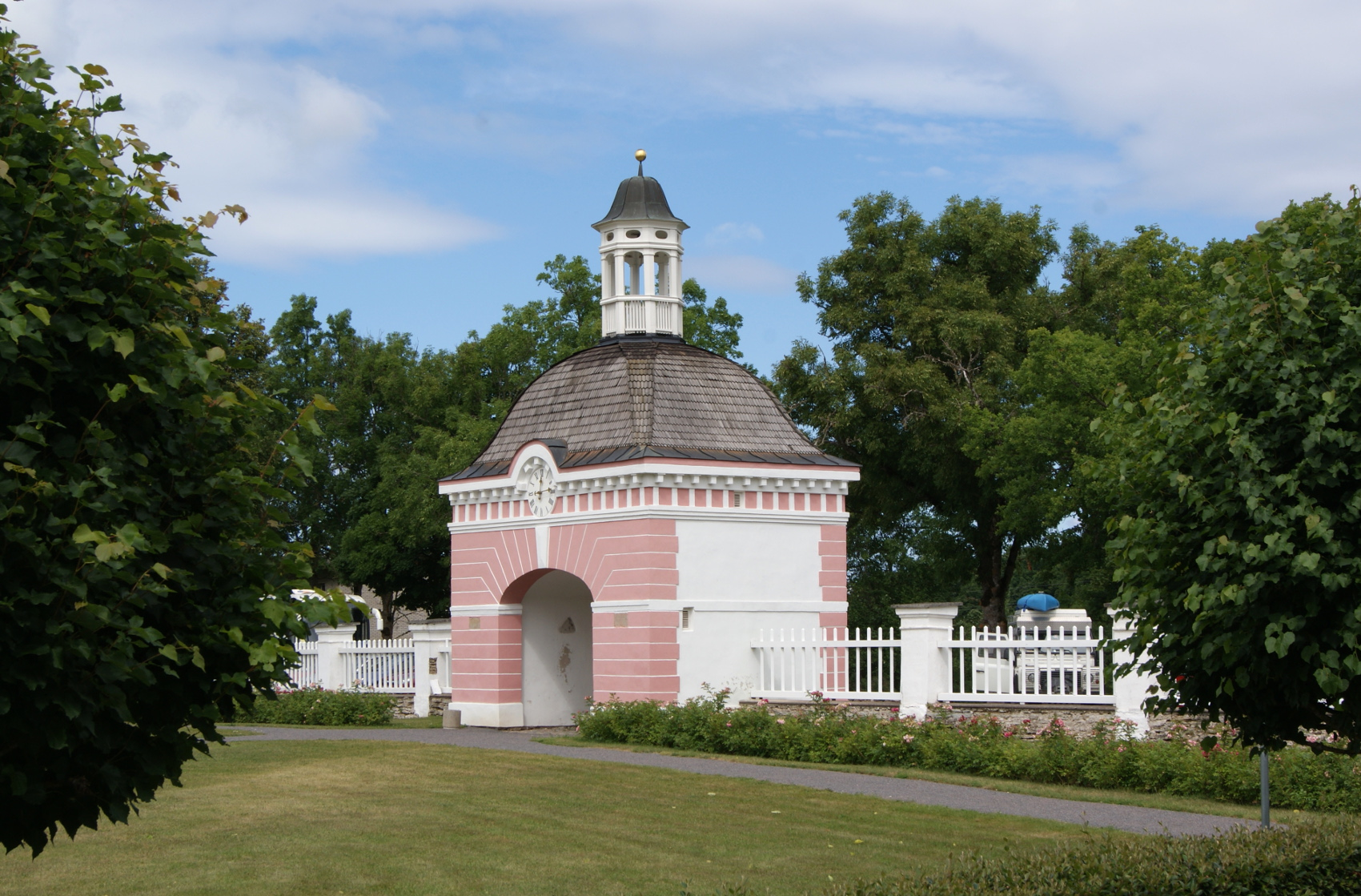
Надвратная башня в 2013 году

Построена в 1794—1795 годах. Увенчана куполом с высоким фонарём посередине. Стены подчёркнуты выступами и карнизами. Вход закрывается двусторонними деревянными воротами. По состоянию на 9 декабря 2024 года находилась на реставрации;
- дом управляющего

Построен на рубеже XIX—XX веков. Оштукатуренное каменное здание, покрытое высокой полувальмовой крышей. Углы рустованные, под стрехой профилированные карнизы, над входом небольшой треугольный фронтон. При инспектировании 15 марта 2022 года состояние здания оценено как удовлетворительное;
- амбар

Построен в середине XIX века. Небольшое здание с бревенчатым каркасом, с двумя арками с каждой стороны фасада. Крыша полувальмовая. При инспектировании 13 апреля 2020 года состояние строения признано хорошим;
- конюшня

Построена в начале XIX века. Небольшое оштукатуренное каменное здание с полувальмовой крышей. Проёмы слегка закруглены вверху, фасад украшен профилированными карнизами. При инспектировании 31 августа 2021 года состояние строения оценено как плохое;
- каретник

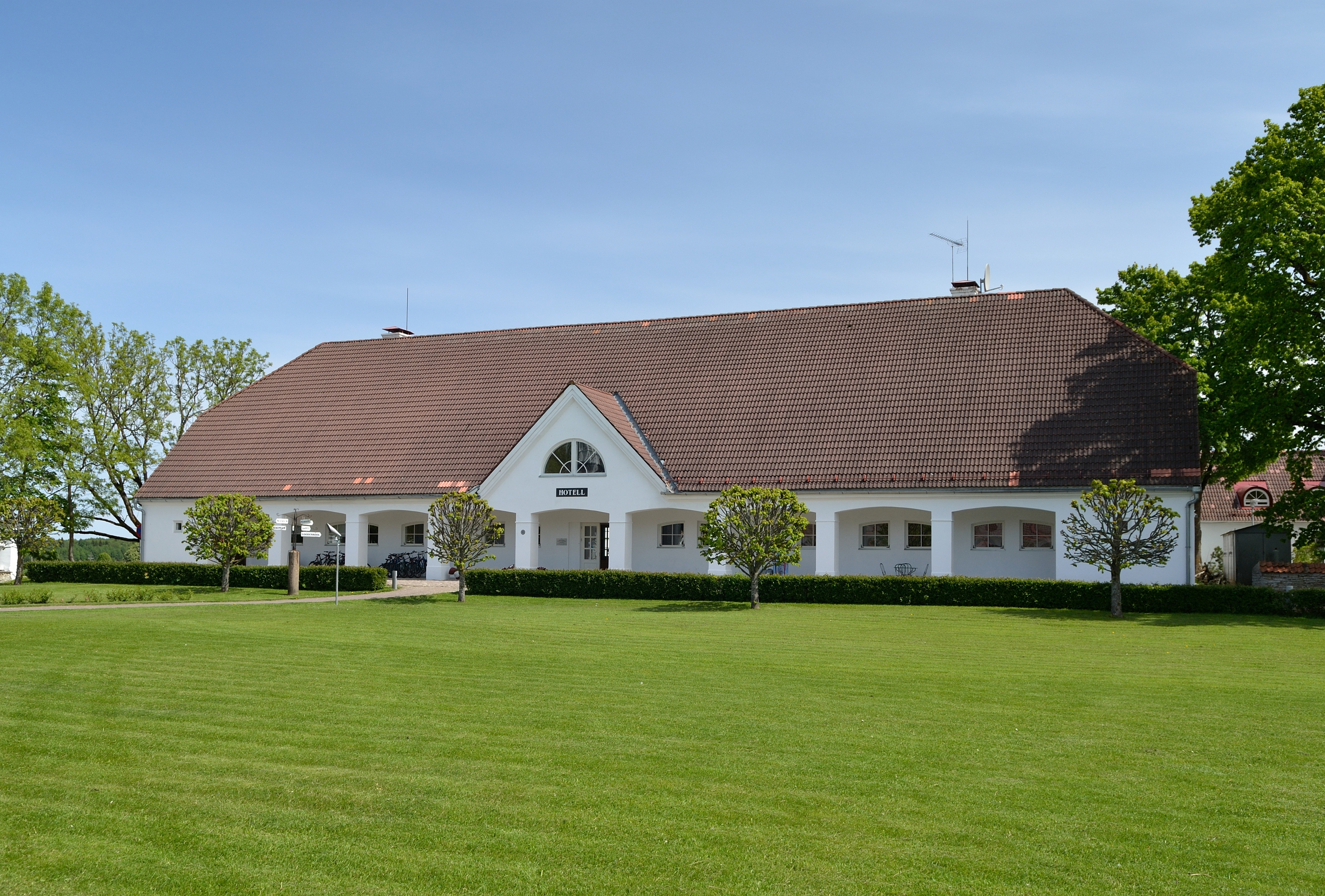
Каретник, ныне — хостель

Построен в начале XIX века, отреставрирован и перестроен в конце XX века. Длинное, массивное, оштукатуренное каменное здание с девятипролётной аркой и фронтоном. Высокая полувальмовая крыша. Под стрехой расположены профилированные карнизы. При инспектировании 3 сентября 2020 года состояние строения признано плохим;
- каретник-конюшня

Построена в начале XIX века, архитектура аналогична каретнику. При инспектировании 27 апреля 2022 состояние строения признано хорошим;
- молочная кухня

Построена в конце XVIII века или в начале XIX века, перестроена в 4-й четверти XX века. Оштукатуренное каменное здание с двускатной крышей. В центральной части двухэтажный ризалит, увенчанный фронтоном. На крыше расположены люкарны. Фасад украшен профилированными карнизами. При инспектировании 25 января 2022 года состояние строения признано хорошим;
- дом садовника

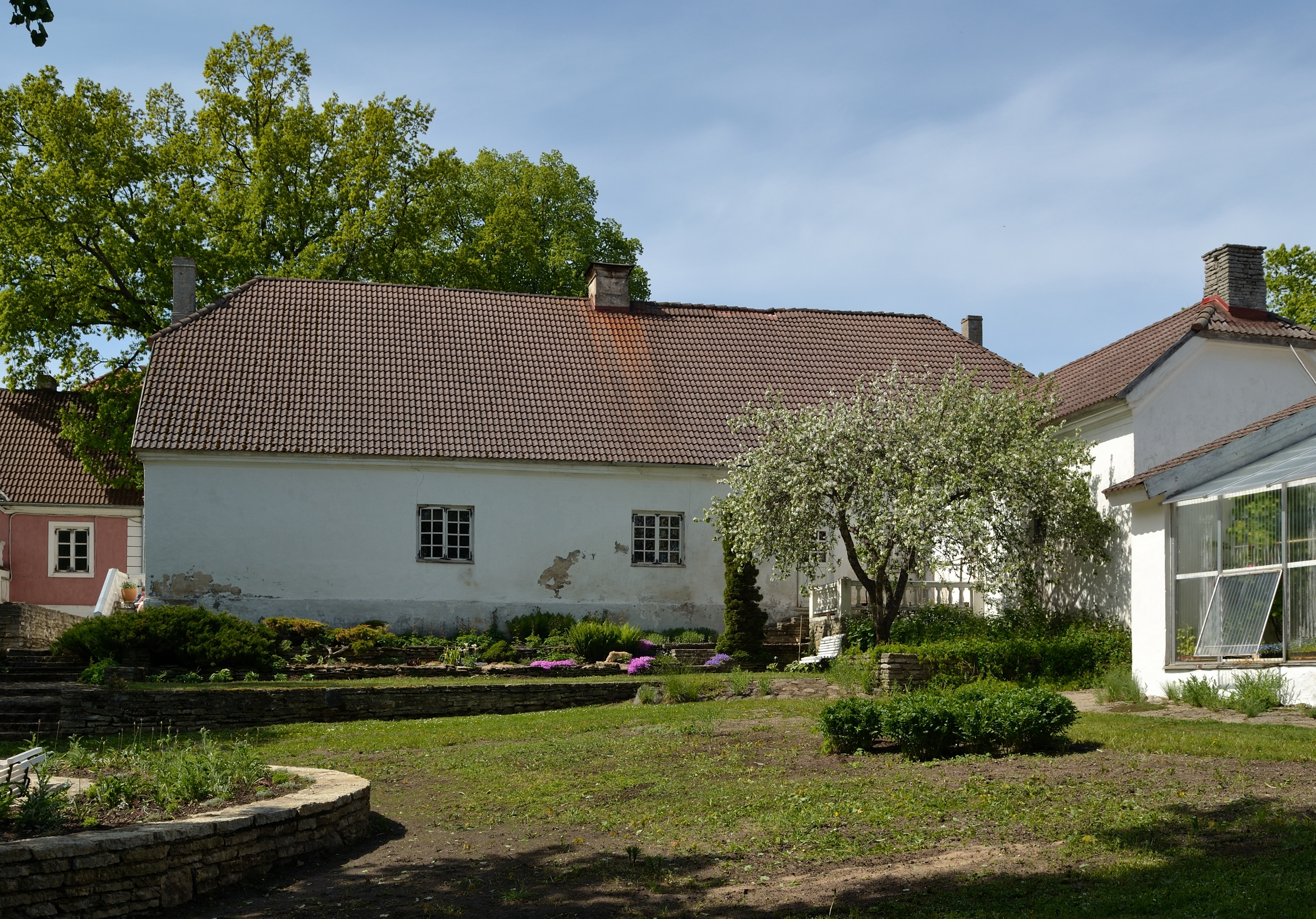
Дом садовника в 2012 году

Построен в 4-й четверти XVIII века. Среднего размера оштукатуренное каменное здание с полувальмовой крышей. На торцах здания — слуховые окна. Фасад украшен профилированными карнизами и рустованными пилястрами по углам. При инспектировании 11 февраля 2022 года состояние строения оценено как удовлетворительное;
- теплица

Построена в конце XVIII века или в начале XIX века. Восстановлена из руин в 4-й четверти XX века. Длинное, многосекционное строение с двухскатной крышей и промежутками, оштукатуренными в белый цвет и покрытыми S-образным камнем. При инспектировании 19 августа 2024 года состояние строения признано хорошим;
- мастерская

Построена в конце XVIII века или в начале XIX века. Восстановлена из руин в 4-й четверти XX века. Одноэтажное каменное здание в стиле барокко с полувальмовой крышей и оштукатуренным фасадом расположено за каретником. На переднем фасаде доминируют три больших оконных и дверных проёма, над которыми расположены узкие оконные щели. Под стрехой проходит профилированный карниз. В ходе реставрационных работ к кровле здания были добавлены три симметрично расположенные люкарны. Главный фасад обращён во двор между зданиями, который в конце XX века был перепланирован в регулярный сад. При инспектировании 31 августа 2021 года состояние строения признано удовлетворительным;
- важница

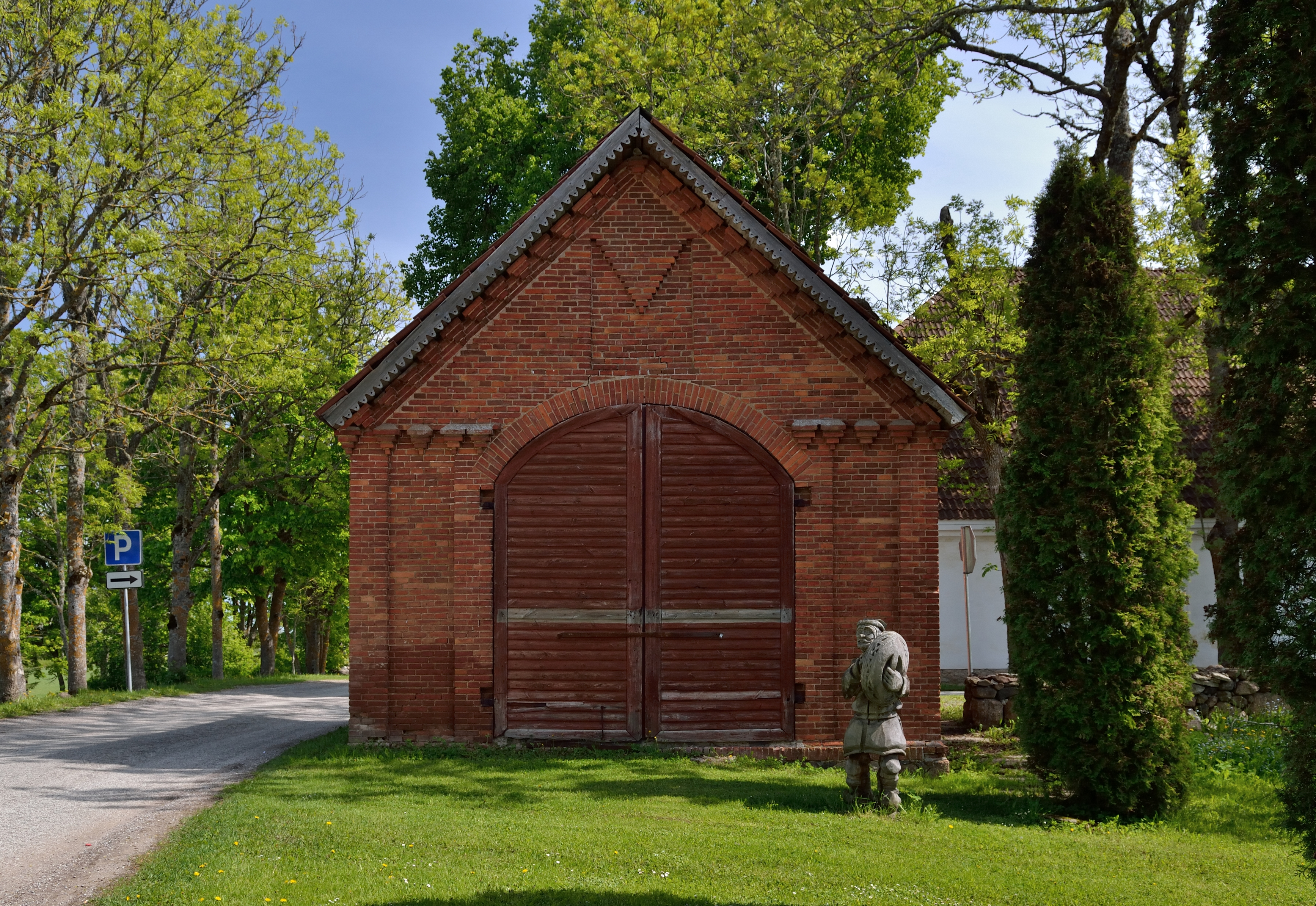
Важница в 2012 году

Построена на рубеже XIX—XX веков. Строение из керамического кирпича в стиле историзма, покрытое S-образной каменной двускатной крышей. Фасады украшены кирпичными орнаментами и двусторонними въездными воротами с круглыми арками. При инспектировании 31 августа 2021 года состояние строения признано плохим;
- сушильня

Построена на рубеже XIX—XX веков. Красивое здание в стиле историзма, построенное из бутового камня. Крыша двускатная, выполнена из S-образного камня. Фасады подчеркнуты красными кирпичными рамами проёмов. Под широким фронтоном находится своеобразная деревянная пристройка, доходящая только до крыши. При инспектировании 31 августа 2021 состояние строения оценено как удовлетворительное;
- сарай

Построен на рубеже XIX—XX веков. Большое строение с оштукатуренными каменными колоннами, покрыто двускатной крышей. Колонны разделены поперечными балками. При инспектировании 31 августа 2021 состояние строения оценено как удовлетворительное;
- дом мызных работников 1

Построен в конце XVIII века. Среднего размера оштукатуренное каменное здание, крытое полувальмовой крышей. При инспектировании 2 сентября 2020 года состояние здания признано хорошим;
- дом мызных работников 2

Построен в 4-й четверти XVIII века. Среднего размера одноэтажное оштукатуренное каменное здание с полувальмовой крышей. На верхнем этаже расположены люкарны. При инспектировании 2 сентября 2020 года состояние здания признано аварийным;
- кузница

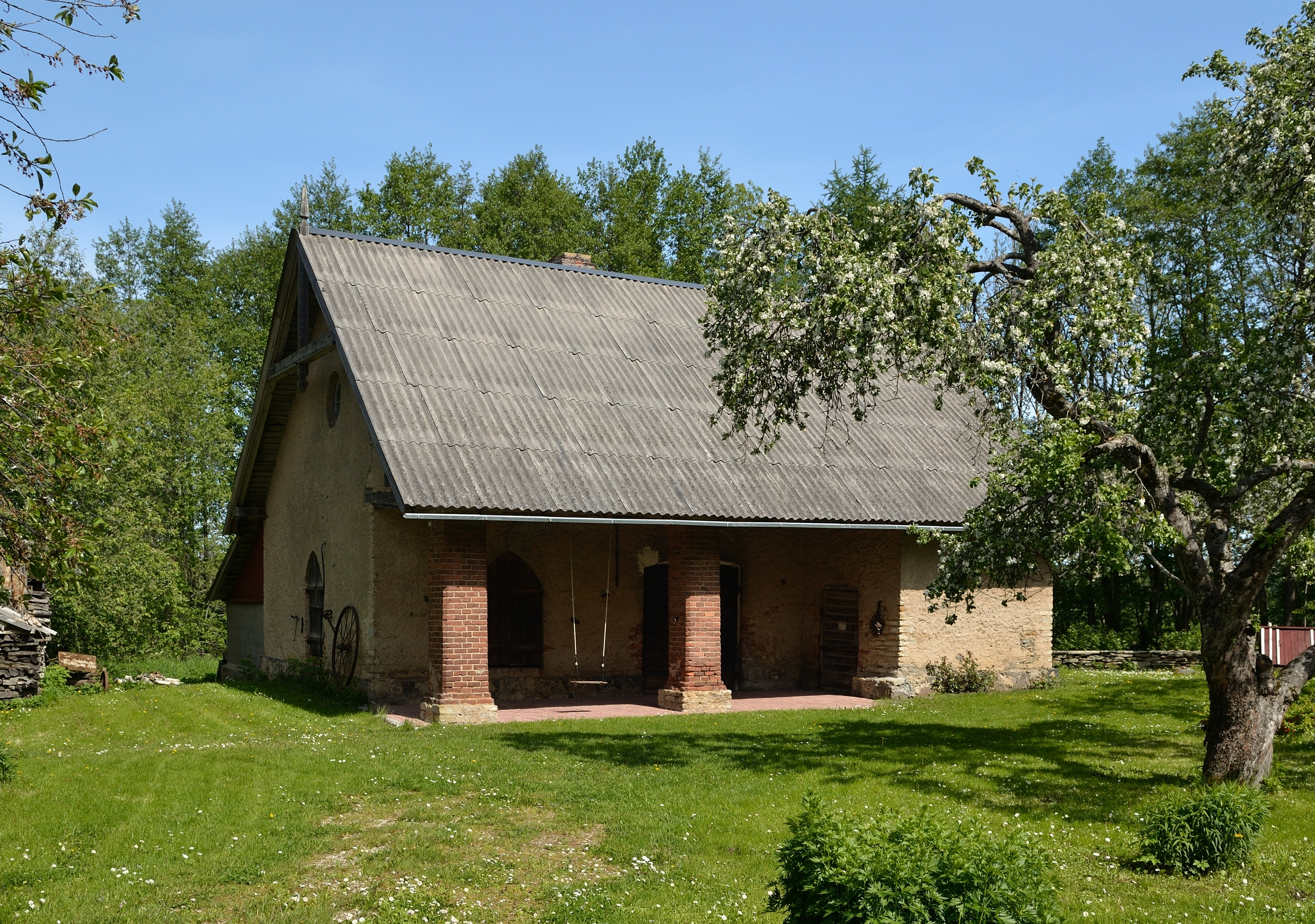
Кузница в 2012 году

Построена в XIX веке. Небольшое оштукатуренное каменное здание, крытое двускатной крышей. Проёмы имеют форму полукруглых арок. Две трети фасада отодвинуты вглубь, край крыши опирается на два массивных каменных столба. При инспектировании 7 мая 2019 года состояние строения признано удовлетворительным;
- хлев

Одноэтажное здание из известняка с высоким цоколем и тонким слоем штукатурки; было покрыто двускатной крышей. В настоящее время находится в руинах. Во времена существования колхоза здание использовалось как скотный двор, и его ворота, двери, люки и окна были отремонтированы или существенно обновлены;
- ледовый погреб

Построен в конце XVIII века или в начале XIX века. Восстановлен из руин в 4-й четверти XX века. Длинное строение с двускатной крышей до земли. Перед входом на торцевой стене навес, опирающийся на два столба. При инспектировании 25 января 2022 года состояние оценено как хорошее;
- колодец

Подземная часть относится к концу XVIII века, наземная часть, крытая плоской двускатной крышей, — к концу XX века. При инспектировании 7 мая 2019 года состояние колодца признано хорошим;
- летний домик

Двухэтажный бревенчатый дом с двускатной крышей, крытой вертикальным тёсом. Расположен отдельно от усадьбы — в деревне Алтья, на берегу моря. Проект основан на немецком национальном романтизме, о чём свидетельствуют, прежде всего, лазурные деревянные перила и резные орнаментальные наличники балконов и окон. Балкон со стороны ручья поддерживается четырьмя круглыми колоннами. Интерьер более или менее полностью сохранил первоначальную планировку, но утратил первоначальный стиль оформления. При инспектировании 22 июля 2015 года состояние строения признано удовлетворительным.

## Галерея

Мыза Саггад (Сагади)
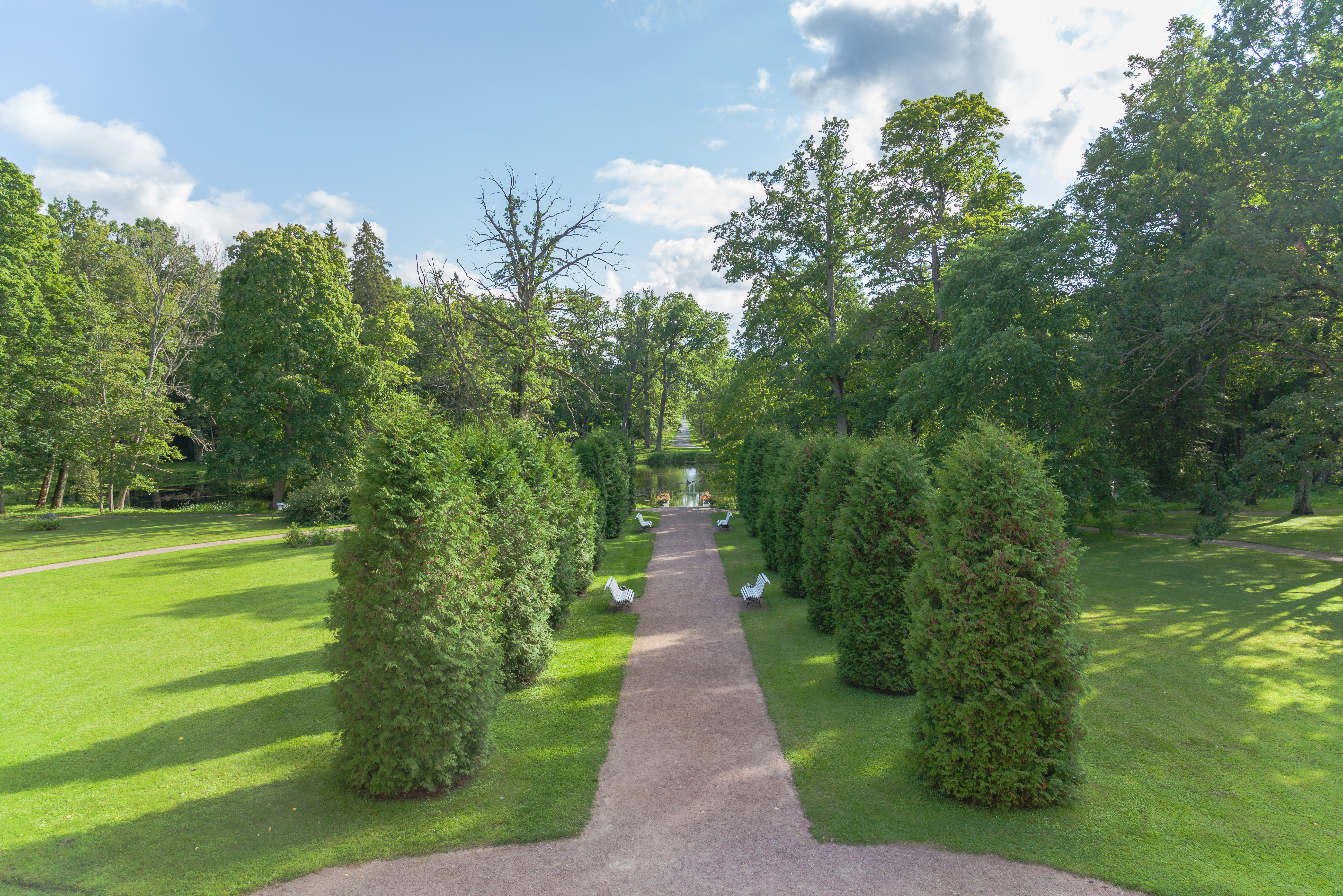
Парковая аллея
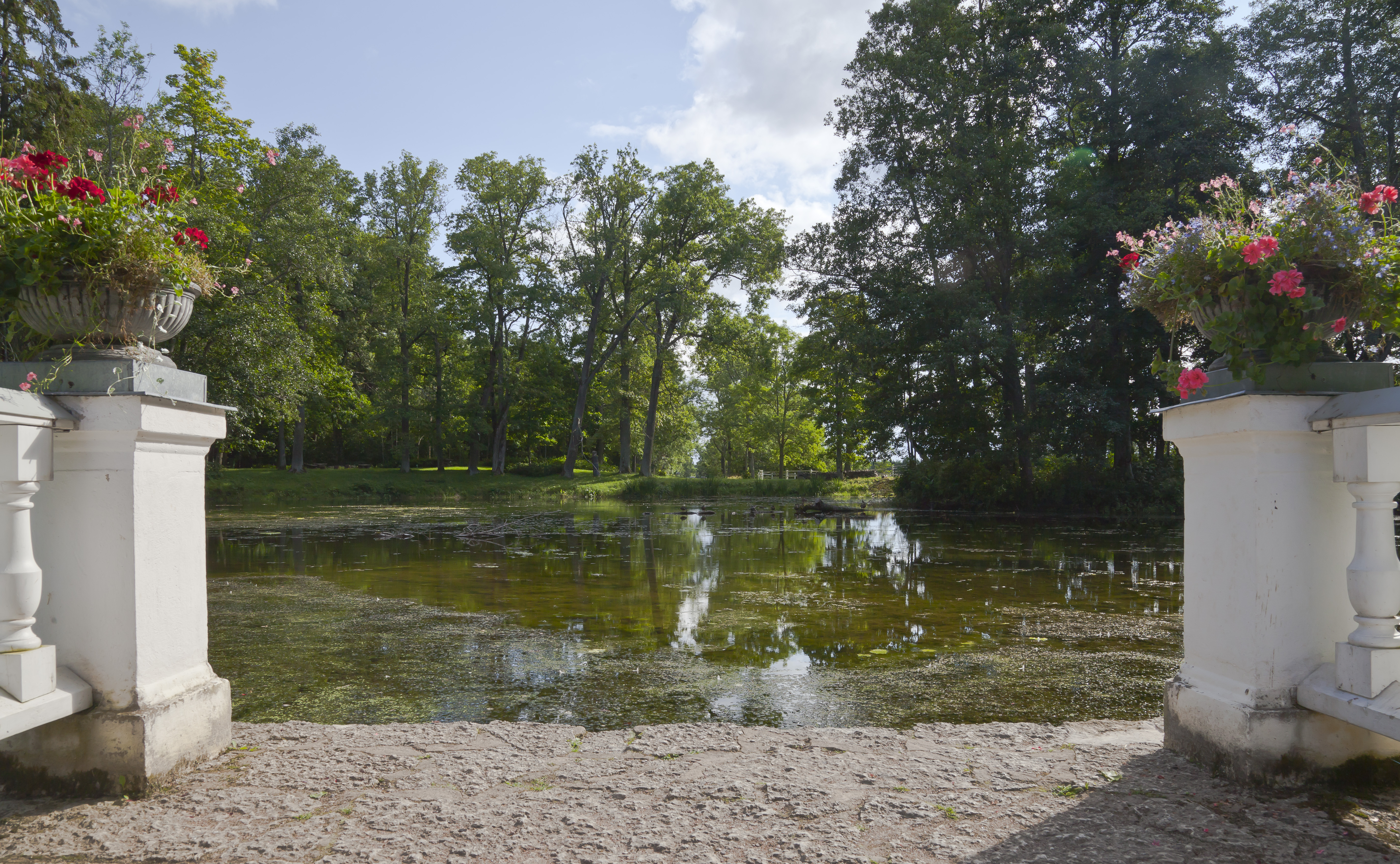
Пруд
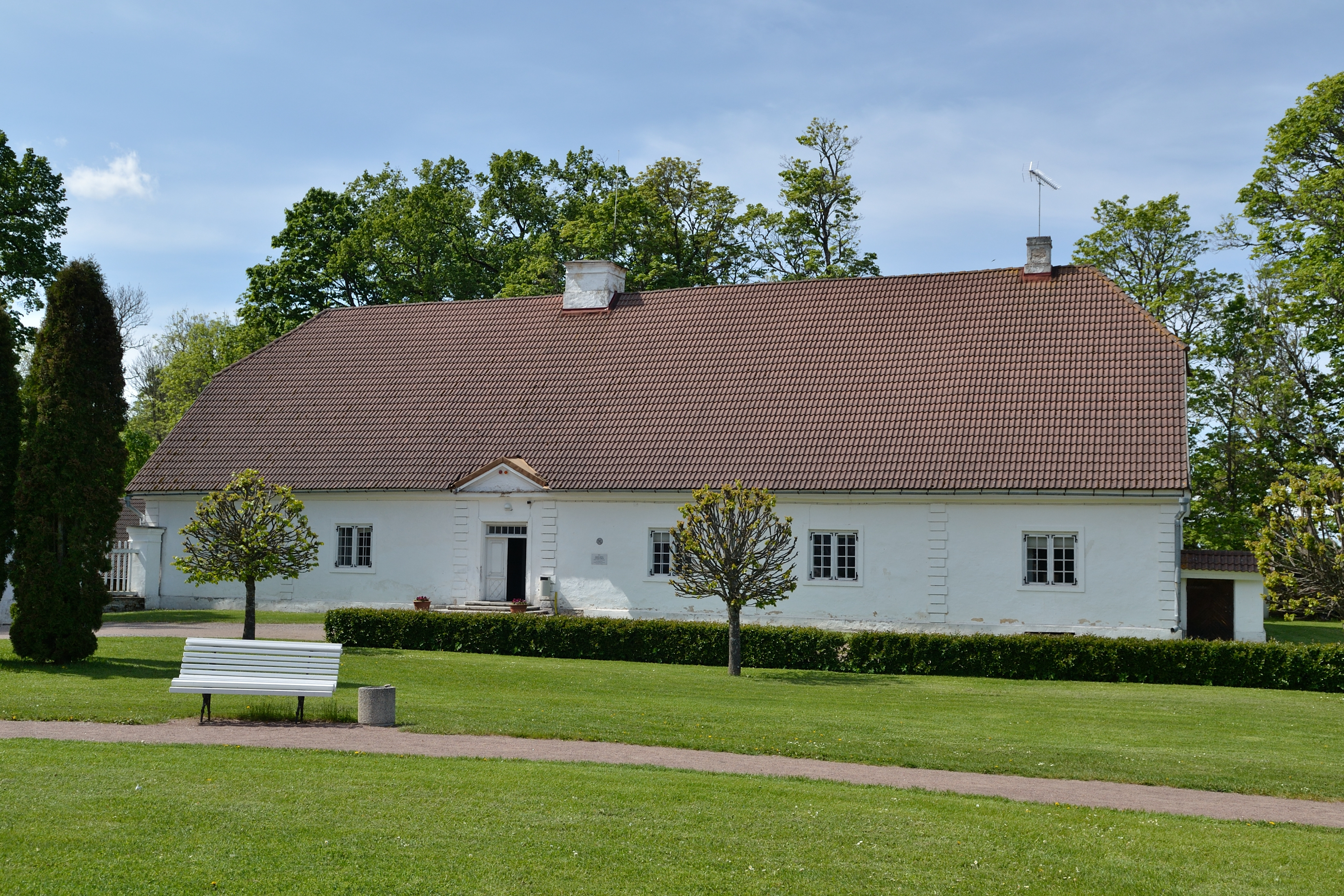
Дом управляющего
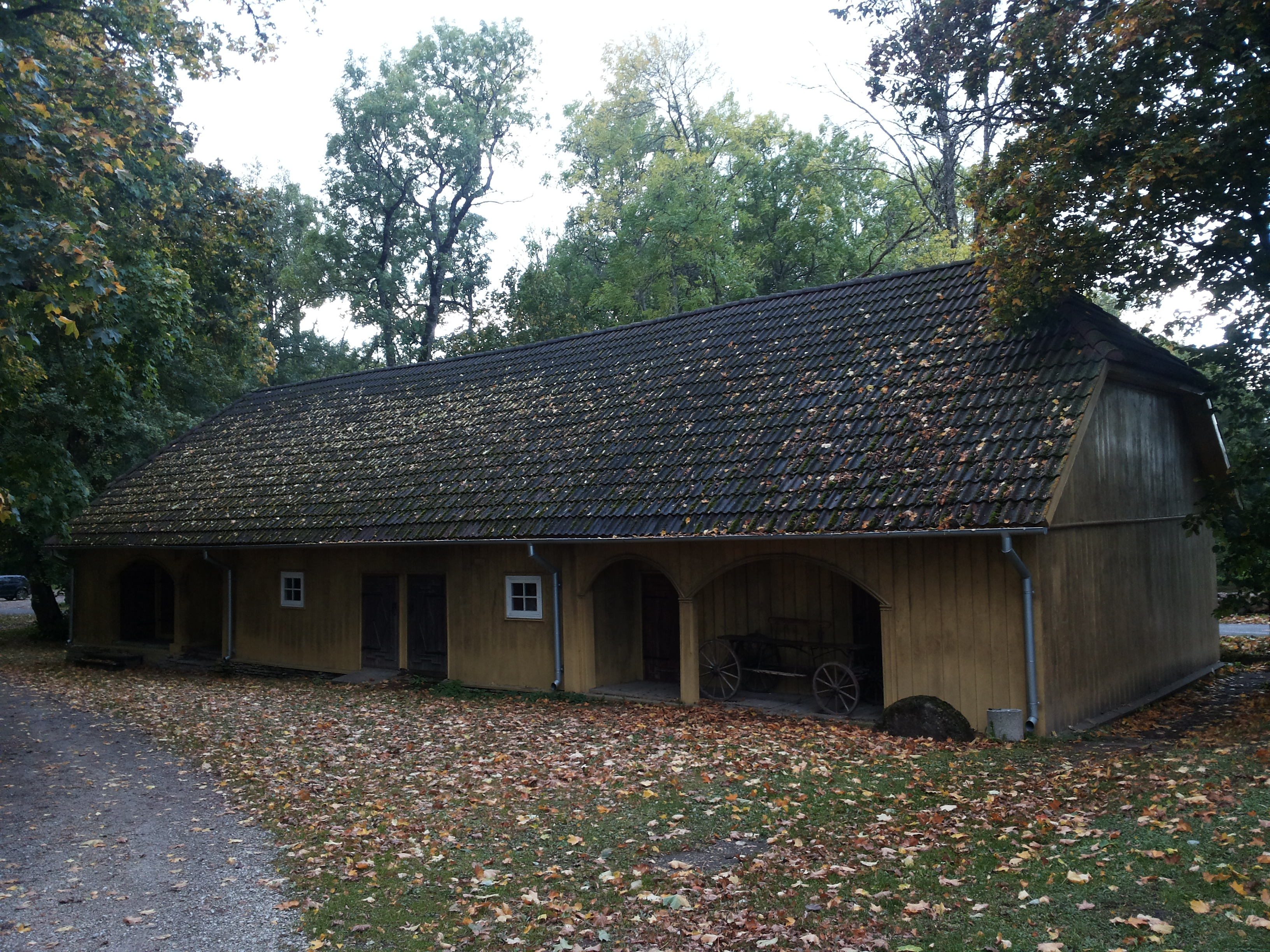
Амбар
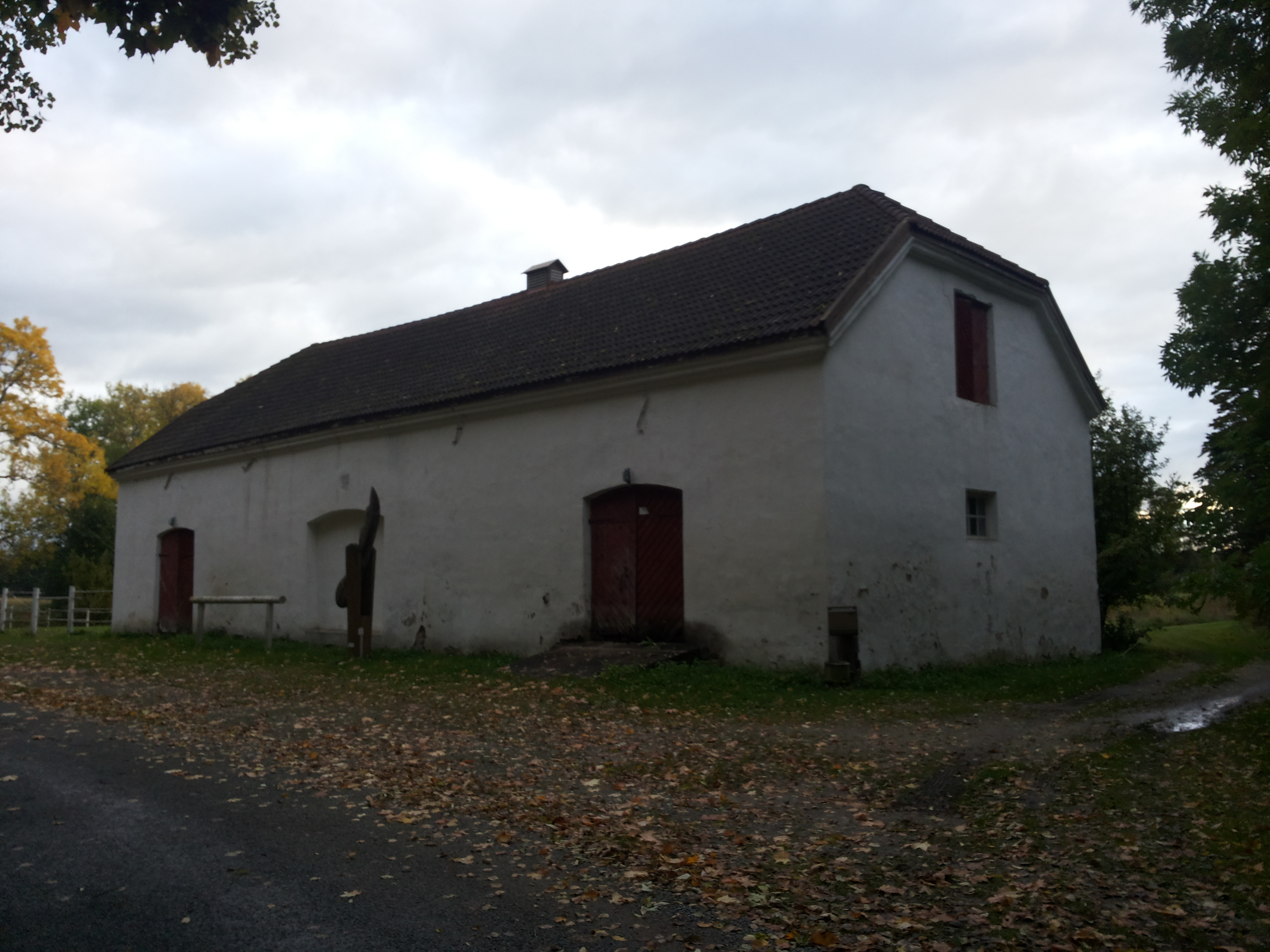
Конюшня
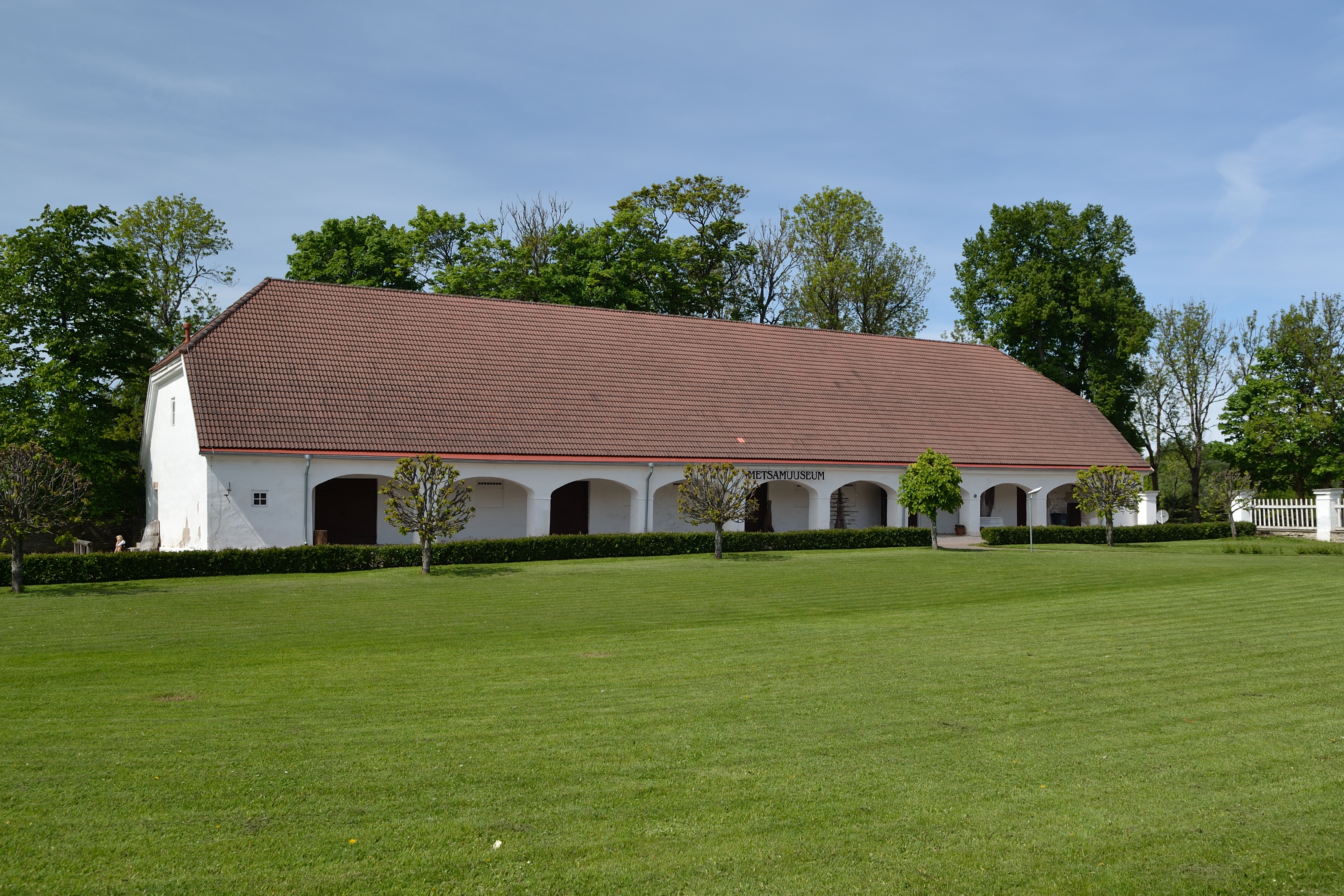
Конюшня-каретник
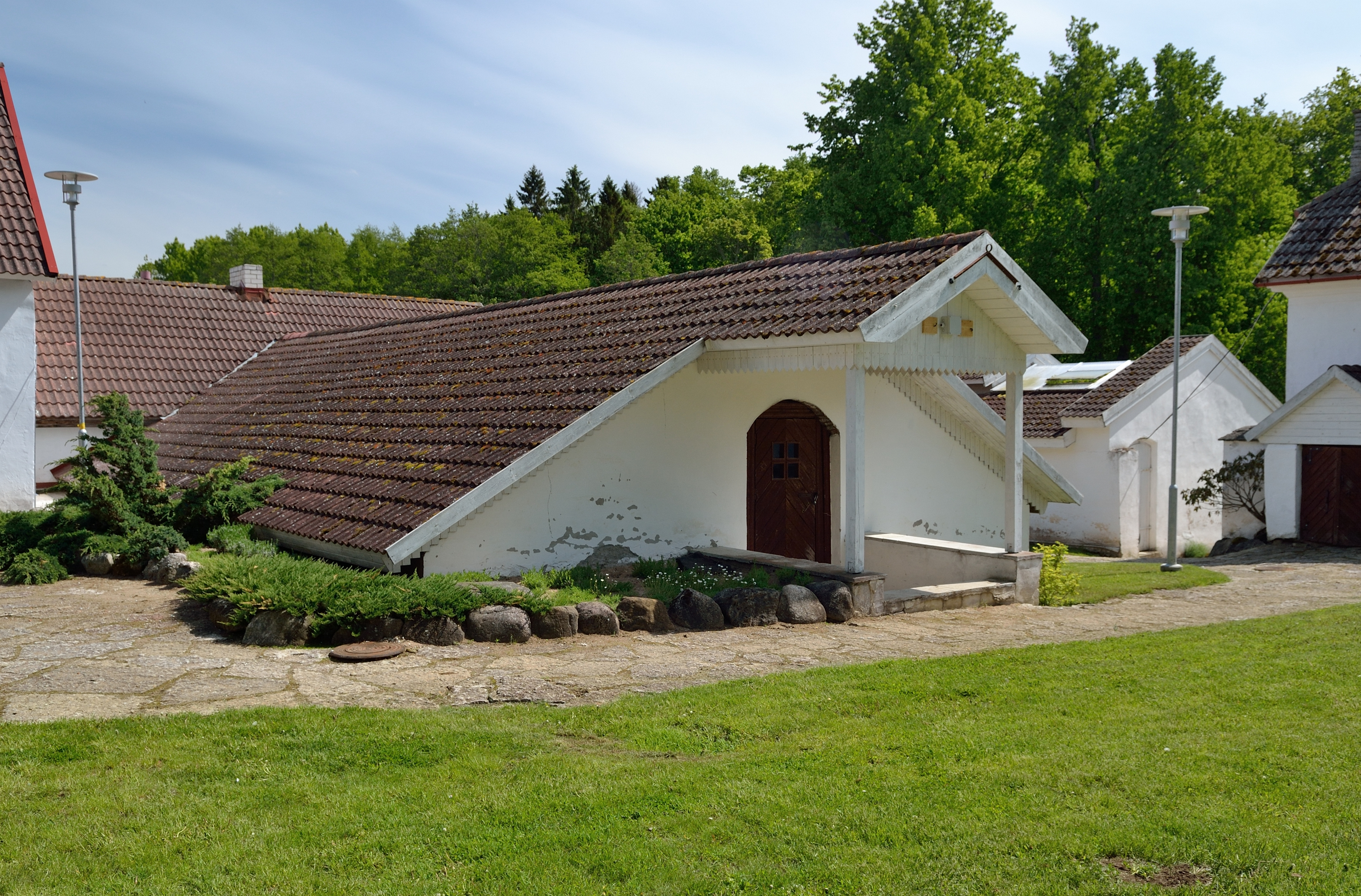
Ледовый погреб
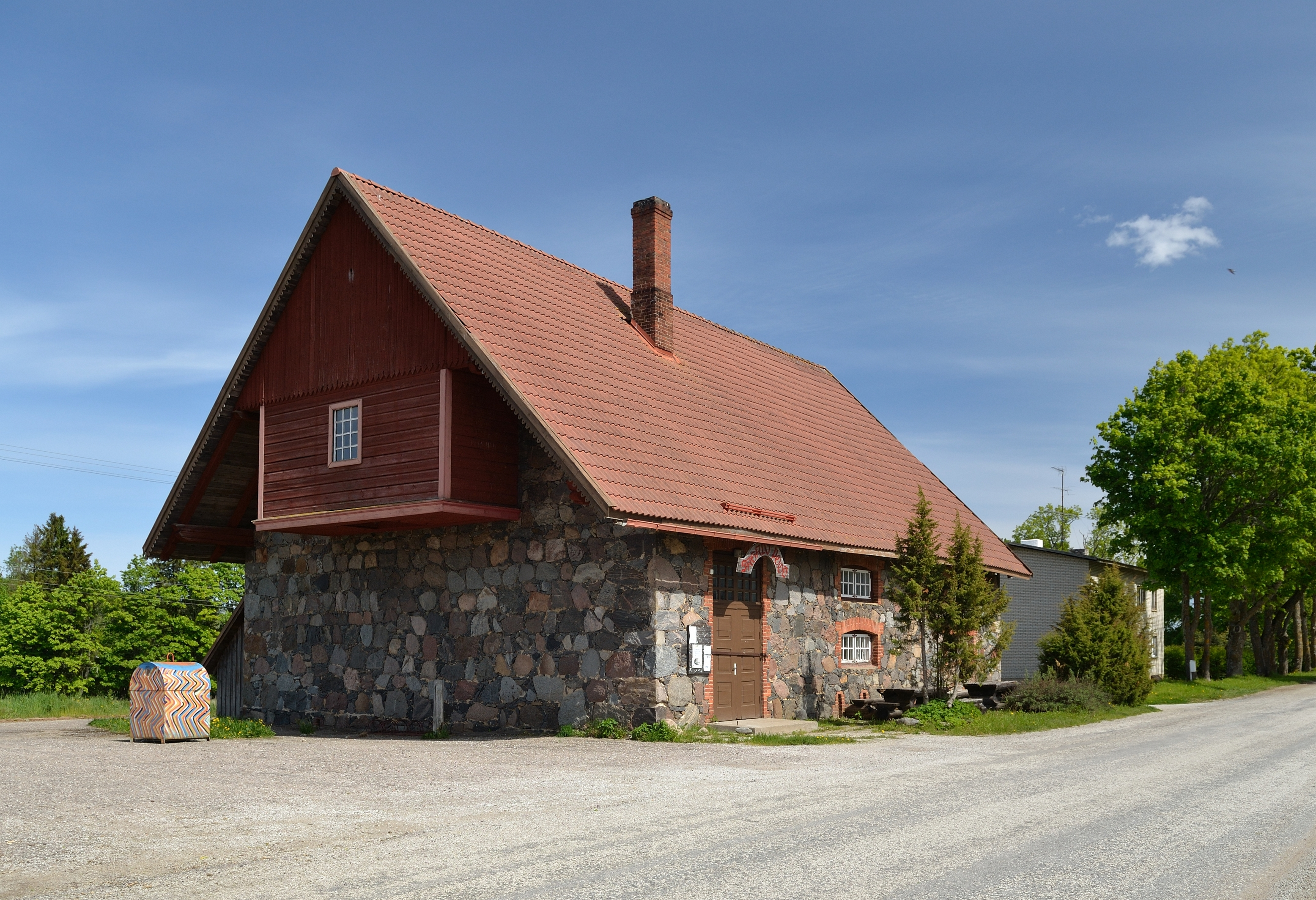
Сушильня
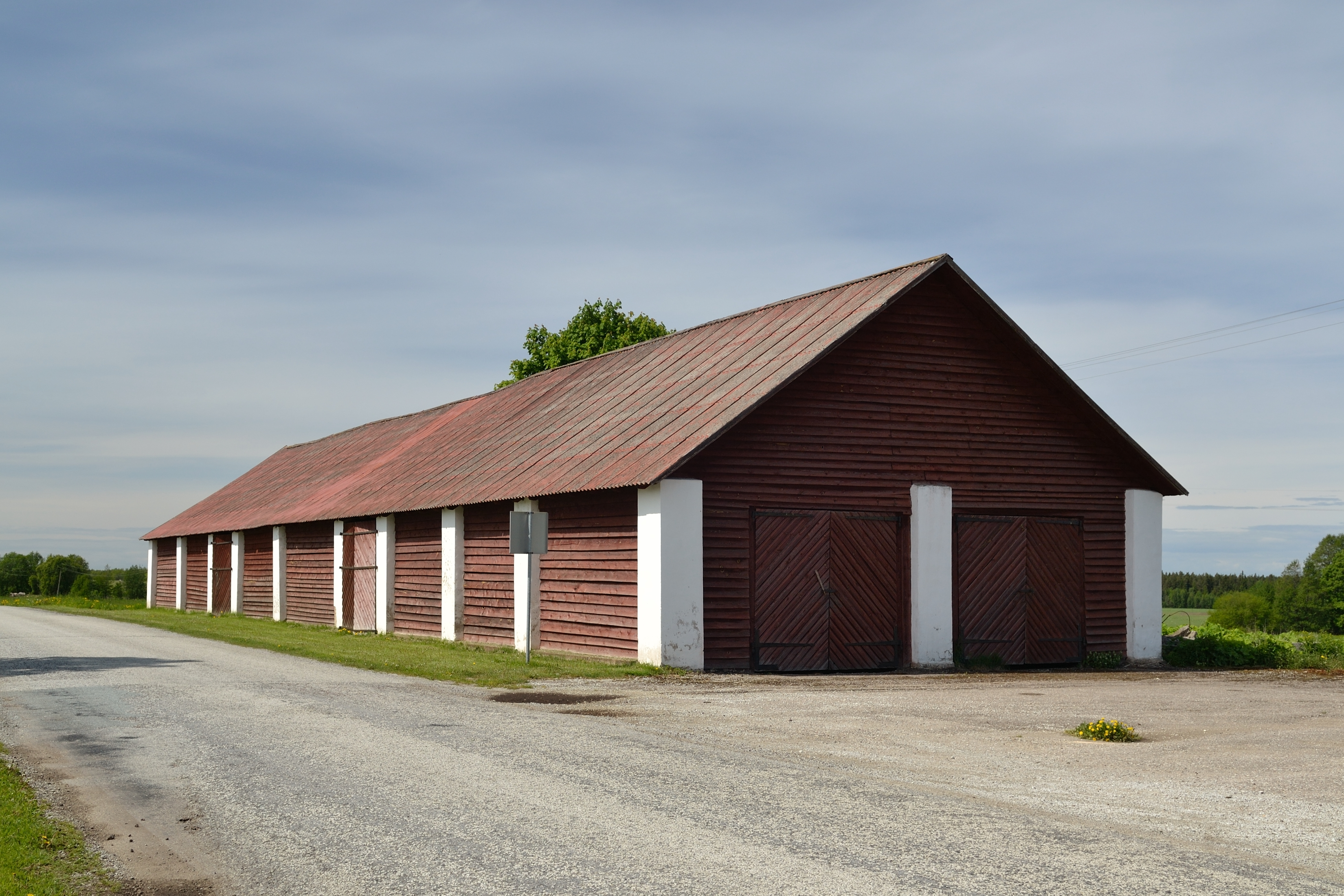
Сарай
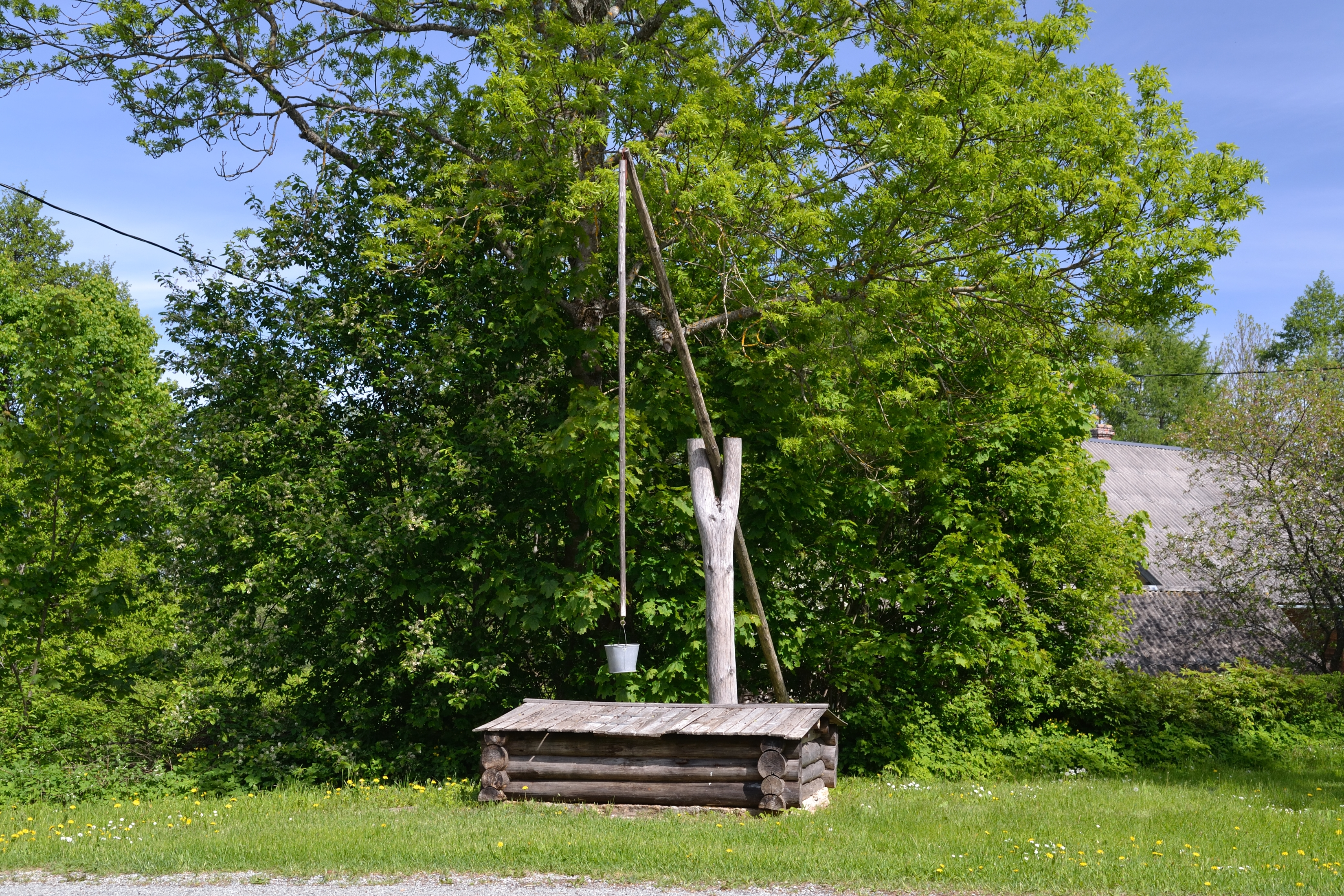
Колодец